# Bogdan Kramer
Bogdan Kramer (né le 18 avril 1944 à Kiekrz en Pologne) est un pilote de char à glace polonais. 

## Palmarès

### Championnats du monde
- Médaille d'or en 1978 à Krynica Morska,  Pologne
- Médaille de bronze en 1985 au Baie de Barnegat,  États-Unis

### Championnats d'Europe
- Médaille d'argent en 1978
- Médaille de bronze en 1979
- Médaille d'or en 1980
- Médaille d'or en 1981
- Médaille de bronze en 1983
- Médaille d'or en 1984